# Beechcraft Duke
De Beechcraft 60 Duke was een Amerikaans tweemotorig laagdekker passagiers- en vrachtvliegtuig, ontwikkeld en geproduceerd door Beechcraft en voortgedreven door twee Lycoming turbogeladen zescilinder zuigermotoren. Het toestel was uitgerust met een drukcabine, had zes zitplaatsen en maakte zijn eerste vlucht op 29 december 1966. Er zijn in totaal 596 stuks gebouwd. De productie kwam in 1983 ten einde.

## Ontwerp en historie

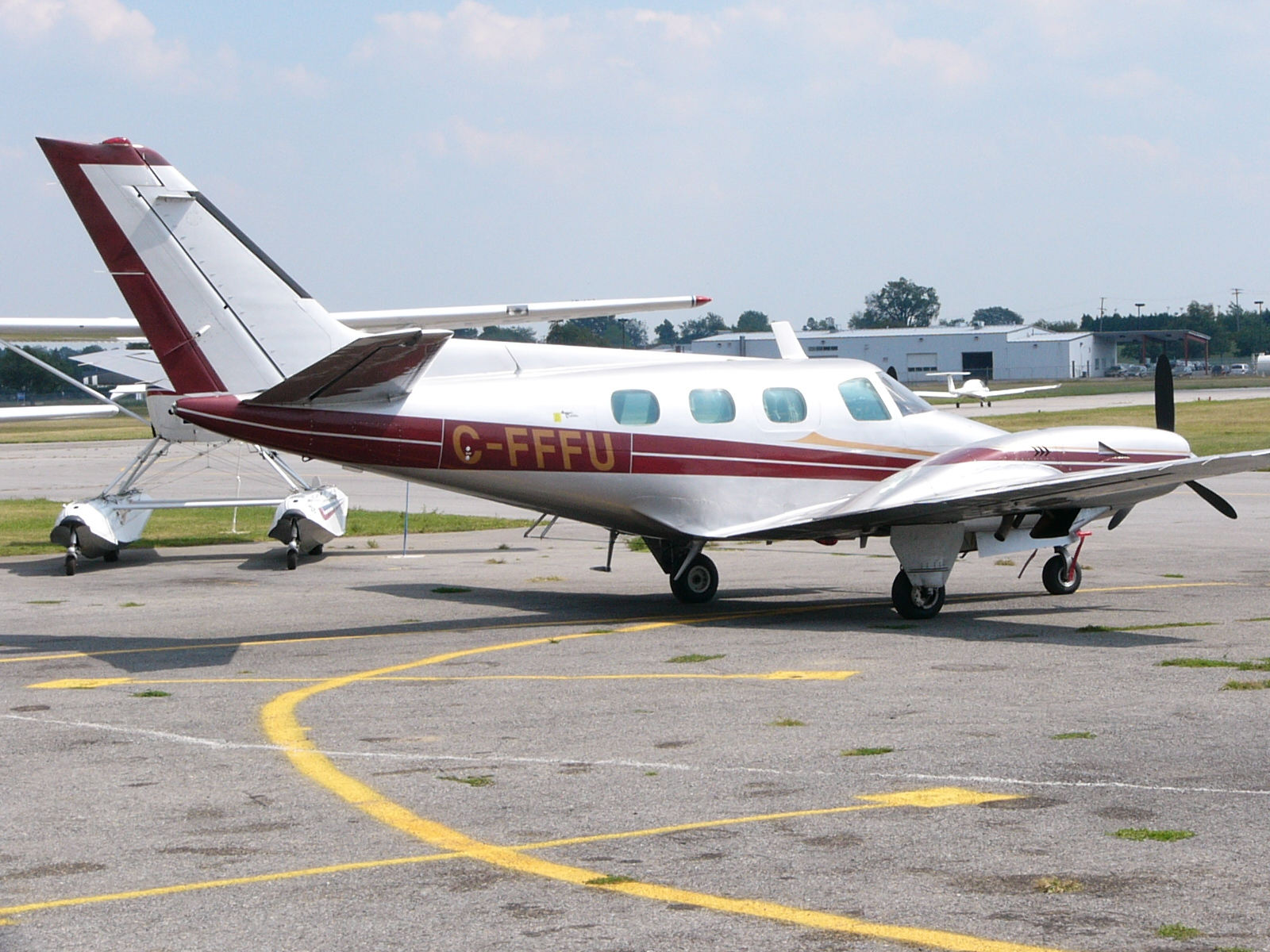
Beechcraft B60 Duke

De Beechcraft Duke ontwikkeling startte in 1965 om het gat in de productlijn te dichten tussen de Beechcraft Baron en grotere Beechcraft Queen Air. Het toestel is geheel geconstrueerd van metaal met een intrekbaar driewiel landingsgestel. De Duke was uitgerust met twee turbogeladen Lycoming motoren die bleed air leverden voor het op druk brengen van de cabine.
Ondanks de goede prestaties vielen de verkoopaantallen van de Duke tegen. Deels kwam dit doordat de gecompliceerde techniek zorgde voor hoge onderhoudskosten. Verder was door de relatief grote romp (extra luchtweerstand) het brandstofverbruik van de Duke behoorlijk hoog.

## Varianten
Beechcraft A60Duke model uit 1970 met een verbeterde drukcabine en gelijmde honingraat rompconstructie. Lichtere en efficiëntere turboladers en aangepast hoogteroer.
Beechcraft B60Duke model uit 1974 met een vernieuwd interieur en efficiëntere motoren door opnieuw verbeterde turboladers.
Rocket Turboprop conversieEen aantal Duke vliegtuigen is gemodificeerd door de firma Rocket Engineering waarbij de Lycoming zuigermotoren werden vervangen door Pratt & Whitney Canada PT6A-21 of -35 turbopropeller motoren. De kruissnelheid ging hierdoor omhoog naar 540 km/u. De twee turboprops zorgden wel voor een flink hoger (20% extra) brandstofverbruik.